# Rue Pilies
La rue Pilies (littéralement « rue du château » ; en lituanien : Pilies gatvė) est l'une des rues principales de la vieille ville de Vilnius, capitale de la Lituanie. C'est une rue assez courte, qui va de la place de la Cathédrale à la place de la Mairie,.

## Description
La rue Pilies est un endroit populaire où les commerçants du marché vendent leurs marchandises. Elle présente un avantage sur la place de l'Hôtel de Ville car la rue est généralement très fréquentée et moins susceptible d'être interrompue par les événements politiques ou culturels qui se déroulent généralement à l'Hôtel de Ville. Les boutiques de souvenirs proposent de la vaisselle et des bijoux en ambre ainsi que des vêtements en lin. La rue est également connue pour la foire Kaziukas, où des artistes de toute la Lituanie se rassemblent ici pour exposer et vendre leurs marchandises.
Les festivals de Vilnius ont souvent lieu dans la rue Pilies – la plupart des processions passent par ici à un moment donné. Cela est vrai aussi bien à Noël, Pâques, le jour de la restauration de l’indépendance ou simplement une célébration spontanée suivant une victoire majeure de l’équipe de basket-ball lituanienne.

## Édifices notables

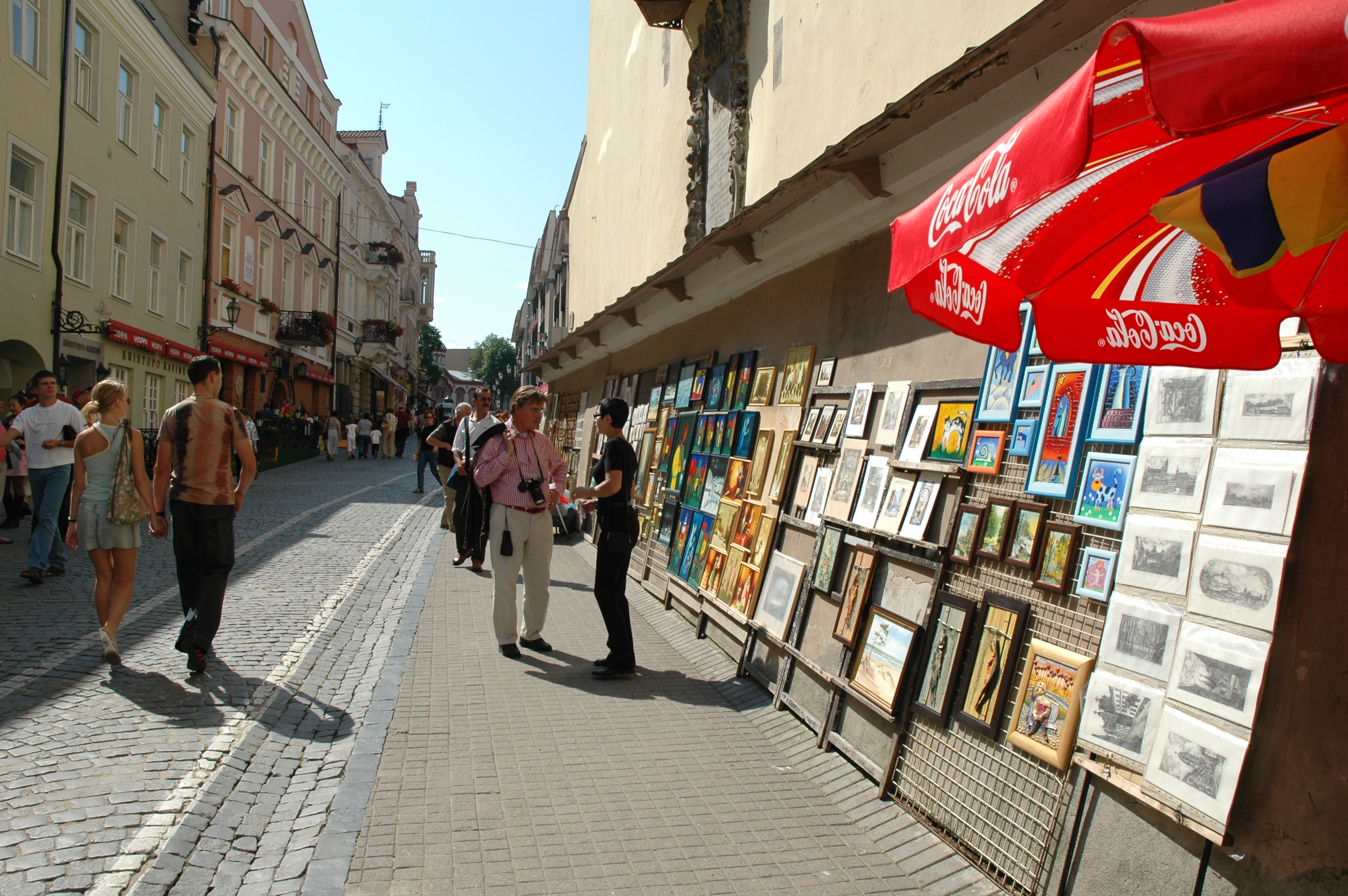
La rue est populaire auprès des vendeurs de peintures, de souvenirs et d'artisanat.

Le siège de l'Université de Vilnius est situé entre la rue Pilies et la rue de l'Université (en lituanien : Universiteto gatvė). La Maison des Signataires, où la Déclaration d'Indépendance de la Lituanie a été signée le 16 février 1918 est également située dans cette rue.